# Trachypithecus vetulus philbricki
O Trachypithecus vetulus philbricki é uma das 4 subespécies de Trachypithecus vetulus.

## Estado de conservação
Esta subespécie está listada como ameaçada, pois houve um declíneo de mais de 50% nos últimos 36 anos devido principalmente à caça e à perda de habitat. Prevê-se que perca a mesma quantidade nos próximos 36 anos.